# Parogovia
Parogovia is een geslacht van hooiwagens uit de familie Neogoveidae.
De wetenschappelijke naam Parogovia is voor het eerst geldig gepubliceerd door Hansen in 1921. 
Het was een spelfout als "Parogovea" In een niet -gepubliceerde online catalogus, of "Paragovea" [sic] Hansen, 1921 per Hinton 1938: 333.

## Soorten
Parogovia omvat de volgende 6 soorten:
- Parogovia gabonica (Juberthie, 1969)
- Parogovia montealensis Benavides & Giribet, 2019
- Parogovia parasironoides Hiřman, Kotyk, Kotyková Varadínová & Šťáhlavský, 2018
- Parogovia prietoi Benavides & Giribet, 2019
- Parogovia putnami Benavides & Giribet, 2019
- Parogovia sironoides Hansen, 1921